# Роан
Роан (фр. Roanne) град је у Француској, у департману Лоара.
По подацима из 1999. године број становника у месту је био 38.896.

## Демографија
| 1962.  | 1968.  | 1975.  | 1982.  | 1990.  | 1999.  | 2006.  | 2011.  |
| ------ | ------ | ------ | ------ | ------ | ------ | ------ | ------ |
| 51 731 | 53 381 | 55 195 | 48 705 | 41 756 | 38,896 | 36 126 | 36 147 |

## Градови побратими
- Гвадалахара
- Ројтлинген
- Монтеварки
- Пјатра Њамц[1]
- Легњица